# Andrzej Maziec
Andrzej Maziec (ur. 1948 w Bydgoszczy, zm. 19 sierpnia 2015 w Bydgoszczy) – polski artysta fotograf, fotoreporter. Członek rzeczywisty Okręgu Kujawsko-Pomorskiego Związku Polskich Artystów Fotografików.

## Życiorys
Andrzej Maziec związany z fotografią artystyczną od 1974 roku – mieszkał, pracował i tworzył w Bydgoszczy. Szczególne miejsce w jego twórczości zajmowała fotografia artystyczna, fotografia kreacyjna, fotografia użytkowa. Był twórcą wielu instalacji fotograficznych, był fotoreporterem – obserwatorem życia społecznego, dokumentalistą najważniejszych wydarzeń sportowych, kulturalnych i religijnych w regionie. Prowadził projekty upowszechniających sztukę – m.in. Autorską Galerię Pamięci, Galerię Podwórko, Akcję Podróż oraz uczestniczył w Akcji Lucim. 
Andrzej Maziec był autorem i współautorem wielu wystaw fotograficznych; indywidualnych, zbiorowych; w Polsce i za granicą. Jego fotografie brały udział w wielu wystawach pokonkursowych; krajowych i międzynarodowych, na których otrzymywały wiele akceptacji, nagród, wyróżnień, dyplomów, listów gratulacyjnych. W 1981 roku za twórczość i działalność artystyczną – został wyróżniony Nagrodą Ministerstwa Kultury i Sztuki II stopnia. W 1985 roku został przyjęty w poczet członków rzeczywistych Okręgu Kujawsko-Pomorskiego Związku Polskich Artystów Fotografików. W 2014 roku został stypendystą Urzędu Miasta w Bydgoszczy. 
Andrzej Maziec zmarł 19 sierpnia 2015 roku, w wieku 67 lat – pochowany na Cmentarzu katolickim Najświętszego Serca Jezusa w Bydgoszczy.